# Acento védico
O acento tonal do sânscrito védico, ou acento védico para concisão, é tradicionalmente dividido pelos gramáticos sânscritos em três qualidades, udātta "elevado" (acento agudo, tom alto), anudātta "não elevado" (acento grave, tom baixo) e svarita "soado" (acento circunflexo, tom decadente). Em edições em Devanagari do Rigveda samhita, o svarita é marcado com uma pequena linha vertical acima da sílaba, anudātta com uma linha horizontal abaixo da sílaba e o udātta não é marcado.
Marcas de udātta indicam o lugar do acento herdado do proto-indo-europeu. Na transliteração, portanto, o udātta é geralmente marcado com o acento agudo e o anudātta e o svarita não são marcados, já que as suas posições provêm automaticamente da posição do udātta. Por exemplo, no primeiro pada do Rigveda, a transliteração
agním īḻe puróhitaṃ
("Agni eu exalto, ó sumo sacerdote.")
significa que as oito sílabas têm uma entonação de
A-U-S-A-A-U-S-A (onde A=anudātta, U=udātta, S=svarita),
ou, iconicamente,
_¯\__¯\_.
- īḻe é um verbo finito e, portanto, não possui udātta, mas a sua primeira sílaba é svarita porque a sílaba precedente é um udātta.
- A métrica védica é independente do acento védico e exclusivamente determinada por peso silábico, de forma que, metricamente, o pada é lido como

-.--.-.x (o segundo meio-pada é iâmbico).
Em alguns casos, uma sílaba acentuada desapareceu devido a mudanças lingüísticas na transmissão oral do samhita antes que fosse escrito, de forma que um svarita possa seguir um anudātta: esse é o chamado svarita independente. Em tais casos, a sílaba svarita é marcada na transcrição com um acento grave. 
Por exemplo, o RV 1.10.8c, 
jéṣaḥ súvarvatīr apá
U-S-U-S-A-A-A-U
¯\¯\___¯
tornou-se
jéṣaḥ svàrvatīr apá
U-S-S-A-A-A-S
¯\\___¯.
Svarita independente é causado por sandhi de vogais adjacentes. Há quatro variantes:
- jātya (= "inato"): devido a mudanças dentro de uma palavra, como em kvà para kúa e como no exemplo acima (u se torna v antes de uma vogal);
- kṣaipra (= "causado por rapidez"): u se torna v ou i se torna y onde duas palavras se encontram, como em vy-ā̂pta para ví-āpta (i se transforma em y antes de uma vogal);
- praśliṣṭa  (= "coalescência"): contração vocálica na qual duas palavras se encontram, como em divī̂va para diví-iva;
- abhinihita (= "contato próximo"): prodelisão com avagraha na qual duas palavras se encontram, como em té-'bruvan para té-abruvan.

Svarita independente ocorre aproximadamente 1.300 vezes no Rigveda, ou em cerca de cinco por cento dos padas.